# Герб Сухиничей
Герб города Сухиничи — административного центра Сухиничского района Калужской области Российской Федерации.

## Описание герба
«Щит разделён на две части серебряным поясом: в верхней части — герб Калужский, а в нижней, в голубом поле торговые весы и под ними две бочки».

## История герба
С 1 августа 1840 года в соответствии с Указом императора Николая I село Сухиничи становится безуездным городом Калужской губернии.
7 сентября 1842 года императором Николаем I был Высочайше утверждён герб города Сухиничи (ПСЗ, 1778, Закон № 16351)
Подлинное описание герба города Сухиничи гласило:
«Щитъ разделѣнъ на двѣ половины: въ верхней гербъ Калужской губерніи, а въ нижней въ голубомъ полѣ торговые вѣсы и подъ ними в горизонтальномъ положеніи двѣ бочки».
В 1860 году был разработан проект нового герба заштатного города Сухиничи, (официально не утверждён).
Описание проекта герба имело следующий вид: «В серебряном щите лазоревый столб, обременённый двумя золотыми бочками и сопровождаемый двумя чёрными весами. В вольной части герб Калужской губернии. Щит увенчан червлёной стенчатой короной, за щитом положенные накрест золотые молотки, соединённые Александровской лентой».
28 апреля 2007 года был утверждён герб Сухиничского района.
В Положении о гербе, по неизвестной причине, отсутствует описание герба и его символики, но на официальном сайте Муниципального района «Сухиничский район» и городского поселения «Город Сухиничи» размещено несколько реконструированное изображение исторического герба Сухиничей.
Реконструированный герб Сухиничского района в отличие от исторического герба города Сухиничи поменял вид и цвет пояса, символизирующего реку Брынь, цвет поля щита сменился на светло-голубой. Данные изменения нарушают одно из основных правил геральдики — правило тинктур. Герб Сухиничского района в Геральдическом совете при Президенте Российской Федерации не внесён.